# Попадька
Попадька — річка в Україні, у Сумському районі Сумської області. Ліва притока Сумки (басейн Дніпра).

## Опис
Довжина річки приблизно 9,1 км. На деяких ділянках пересихає.

## Розташування

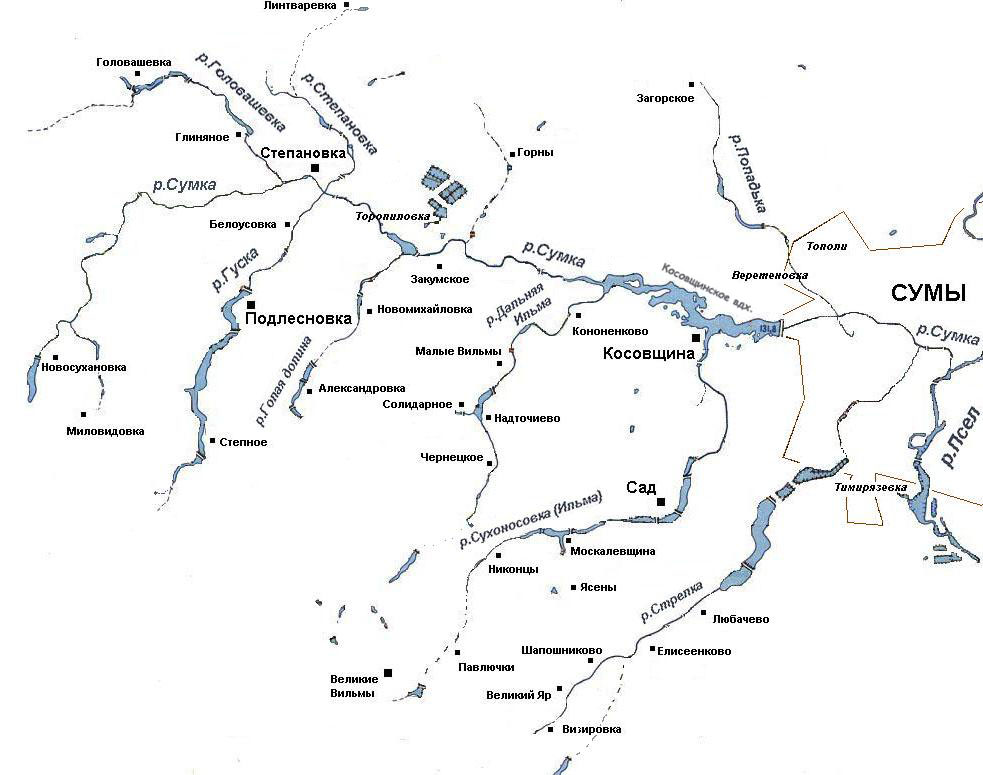
Карта-схема басейну річки Сумки

Бере початок у Гриценковому. Спочатку тече на південний схід через Загірське і там повертає на південний захід. За селом знову повертає на південний схід, далі тече через північно-західну частину Сум і впадає в річку Сумку, праву притоку Псла. 
Річку перетинає автомобільна дорога Н07.